# Robot Woman
Albums de Mother Gong
Pierre Moerlen's Gong Live
(1980) Robot woman 2
(1982)
Robot woman est le second album studio de Mother Gong sorti en 1981.
Il a été enregistré pendant l'été 1981 au studio Oxes Cross sauf les morceaux The Sea, Military Procession et Fire, enregistrés live au festival de Glastonbury 1981. Hugh Hopper, le bassiste est un ancien de Soft Machine alors que le batteur, Guy Evans, est le batteur de Van Der Graaf Generator. 

## Liste des titres
| No  | Titre                                             | Durée |
| --- | ------------------------------------------------- | ----- |
| 1.  | a) Disco At The End Of The World b) Woman's Place |       |
| 2.  | Robot Woman                                       |       |
| 3.  | Machine Song                                      |       |
| 4.  | The Sea                                           |       |
| 5.  | Searching the Airwaves                            |       |
| 6.  | Billi Bunker's Blues                              |       |
| 7.  | Military Procession                               |       |
| 8.  | Customs Man - Rapist                              |       |
| 9.  | Fire                                              |       |
| 10. | Red Alert                                         |       |
| 11. | Stars                                             |       |
| 12. | Australia                                         |       |

## Musiciens
- Dane Cranenberg : Basse
- Hugh Hopper : Basse
- Guy Evans : batterie
- Harry Williamson : guitare, synthétiseur, voix
- Jan Emeric : guitare
- Didier Malherbe : Saxophone
- Gilli Smyth : voix, synthétiseur
- Adele, Alice, Bee, Orlando, Sonny, Tali : chœur d'enfants